# Нікітін Борис Васильович
Нікітін Борис Васильович (5 березня 1938 — 20 жовтня 1984) — грузинський плавець.
Призер Олімпійських Ігор 1956 року, учасник 1960 року.
Чемпіон Європи з водних видів спорту 1958 року.